# Фризи
Фризите или Фризийците (на западнофризийски: Friezen) са германски народ, населяващ основно бреговете на Северно море в Нидерландия и Германия, областта Фризия.

## История
Смята се, че произходът на фризите води началото си от земите на южна Скандинавия и Дания.